# Arthur Fedor Förster
Arthur Fedor Förster, zuletzt Arturfedor Förster (* 30. Dezember 1866 in Dresden; † 19. Oktober 1939 ebenda), war ein deutscher akademischer Kunstmaler.

## Leben und Wirken

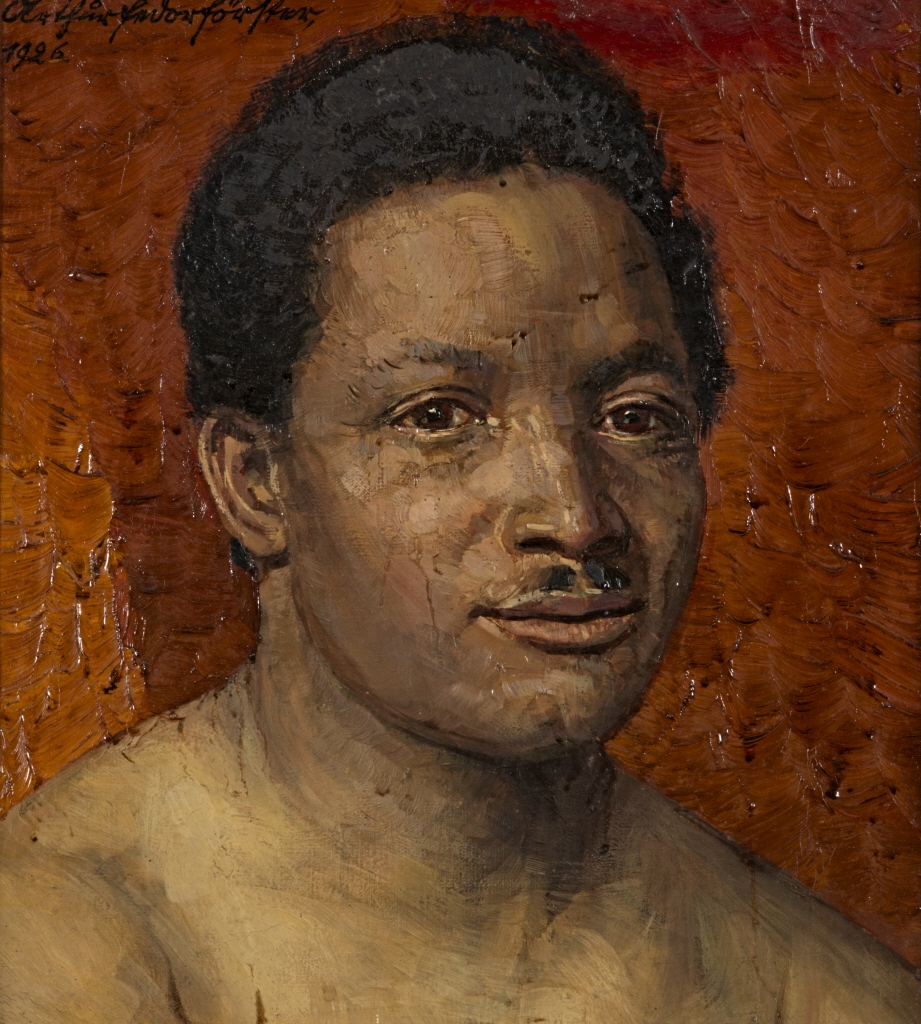
Beispiel für ein Porträt von Arthur Fedor Förster in der Berlinischen Galerie, 1926.

Er wurde einen Tag vor Silvester 1866 als Sohn des Markthelfers William Alwin Förster im Haus Am See 38 in Dresden geboren. Seine Eltern waren arm, mehrere seiner Geschwister starben im Kindesalter. Er selbst hatte eine Gehbehinderung, war meist kränklich und ein Einzelgänger. Nach der Schulzeit war Förster zunächst von 1882 bis 1885 als Porzellanmaler tätig. Ab 1886 besuchte er für zehn Jahre die Königlich Sächsische Kunstakademie in Dresden und ließ sich zum Kunstmaler ausbilden, der sich vor allem auf Porträts und Wappen spezialisierte. Danach arbeitete er freischaffend in Dresden und gab außerdem privaten Unterricht in Mal- und Zeichentechnik.
Er lebte bis zum 40. Lebensjahr bei seinen Eltern und gründete erst 1906 einen eigenen Haushalt, wo er sehr zurückgezogen, unverheiratet und ohne Kinder lebte. Aufgrund der Qualität seiner Porträts erhielt er zunehmend Aufträge aus besseren Kreisen der Gesellschaft in Dresden und Umgebung. Zu seinen bekanntesten Gemälden zählt das von Klara May in Radebeul, Witwe von Karl May, die er 1933 porträtierte. Neben Porträts und Wappen malte er auch Stillleben, weibliche Akte, christliche Motive und Landschaften vorwiegend in Sachsen, so 1895 die Ruine Frauenstein im Erzgebirge. Außerdem wirkte er auch als Gelegenheitsdichter und Redner. Aufgrund seines weitgehend zurückgezogenen Lebens und des Fehlens von Nachkommen geriet er größtenteils in Vergessenheit.
Seine Signaturen sind arthurfedorförster oder A. F. Förster.